# Tremplins de saut à ski de Mustamäe
Les tremplins de saut à ski de Mustamäe (en estonien : Mustamäe suusahüppemäed) ou  tremplins de saut à ski de Nõmme (en estonien : Nõmme suusahüppemäed) sont quatre tremplins de saut à ski situés dans l'Arrondissement de Nõmme à Tallinn  en Estonie .

## Histoire
Les tremplins de saut à ski de Mustamäe ont été construits en 1933 dans la zone de protection paysagère de Nõmme-Mustamäe entre les quartiers de Nõmme et de Mustamäe.
Dans les années 1935, 1937, 1938, 1940, 1941 et 1952, soit 6 fois, les championnats d'Estonie de saut à ski ont eu lieu au tremplin de saut à ski de Mustamäe. Un championnat estonien de saut à ski a eu lieu au moins une fois sur chaque tremplin du centre de saut à ski.
Otto Tamm a remporté le championnat en 1935. En 1937, Oskar Veldeman remporte la victoire. Eduard Bergman-Raidla a réussi à vaincre la concurrence en 1938. Oskar Veldemann a remporté les championnats d'Estonie de saut à ski pour la deuxième fois en 1940. En 1941, Harry Rannala put remporter la victoire. Le dernier championnat estonien de saut à ski a été remporté par Ilmar Pärtelpoeg en 1952.
Les tremplins de saut à ski sont de tailles K50, K25, K18, K10.